# Uglješ
Uglješ est un village de la municipalité de Darda (Comitat d'Osijek-Baranja) en Croatie. Au recensement de 2011, le village comptait 507 habitants.